# Los Hornillos
Los Hornillos è un comune argentino del dipartimento di San Javier, nella provincia di Córdoba. È uno dei sette comuni della valle di Traslasierra.

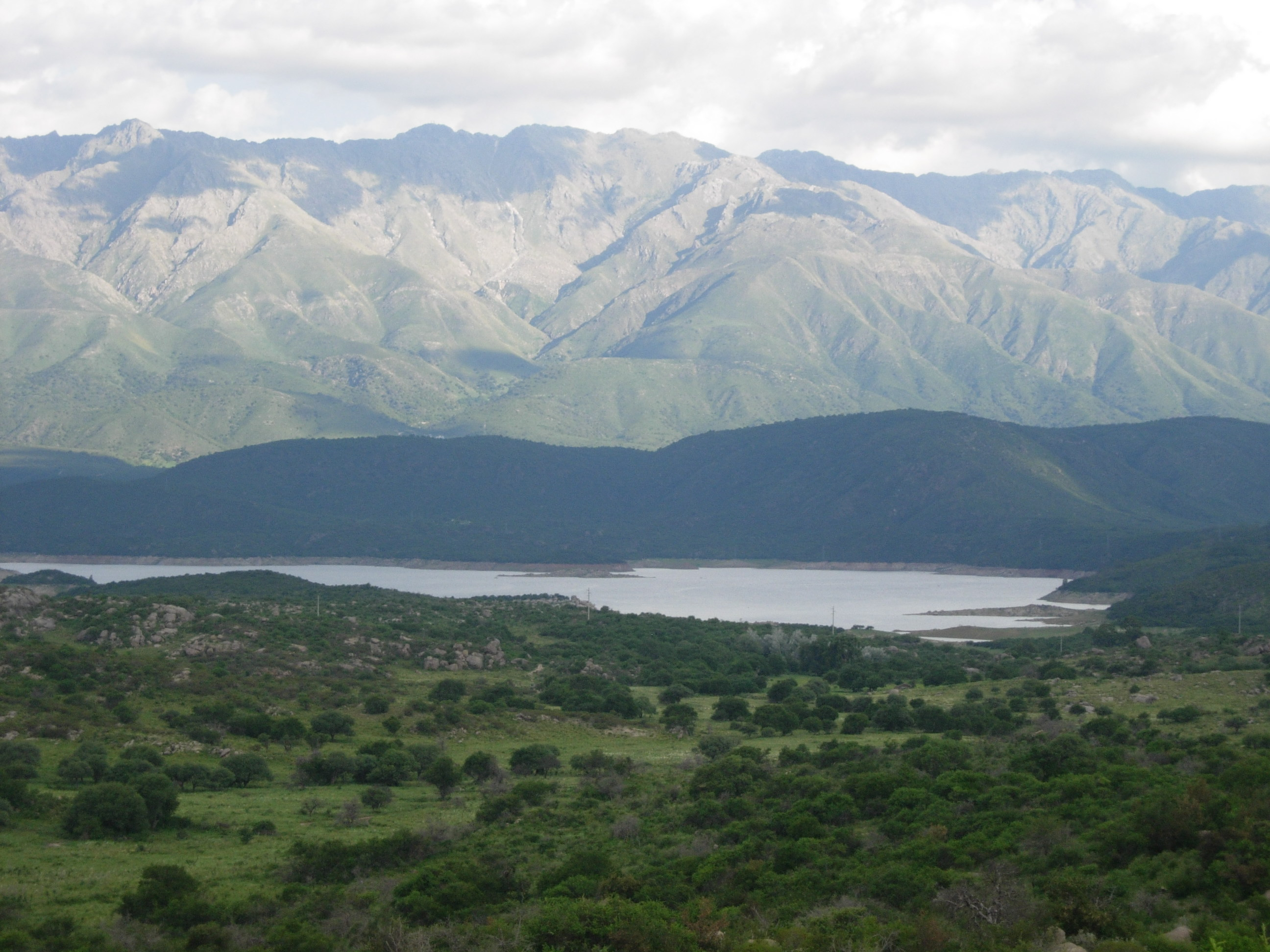
La Aguada

La cittadina di Los Hornillos (= I Fornelli) è famosa per la produzione artigianale di recipienti e figure realizzate con ceramica nera. Tale ceramica, come tutta la elaborata nella zona circostante a la diga La Viña  è lentamente cotti in forni speciali che gli danno un bello colore nero mate.